# Autobianchi
Autobianchi foi uma montadora de veículos italiana criada pela Bianchi, Pirelli e pela Fiat em 1955. A marca produziu poucos modelos, quase todos de porte pequeno, que eram mais caros do que os similares produzidos pela Fiat, pois seus modelos testavam a adoção de tecnologias e materiais inovadores.

## Modelos

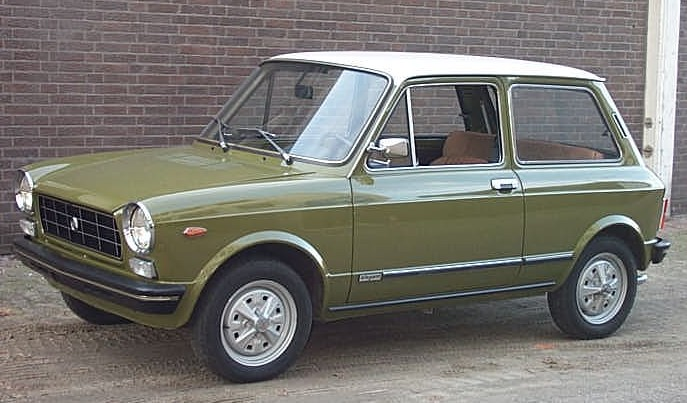
Autobianchi/Lancia A112.

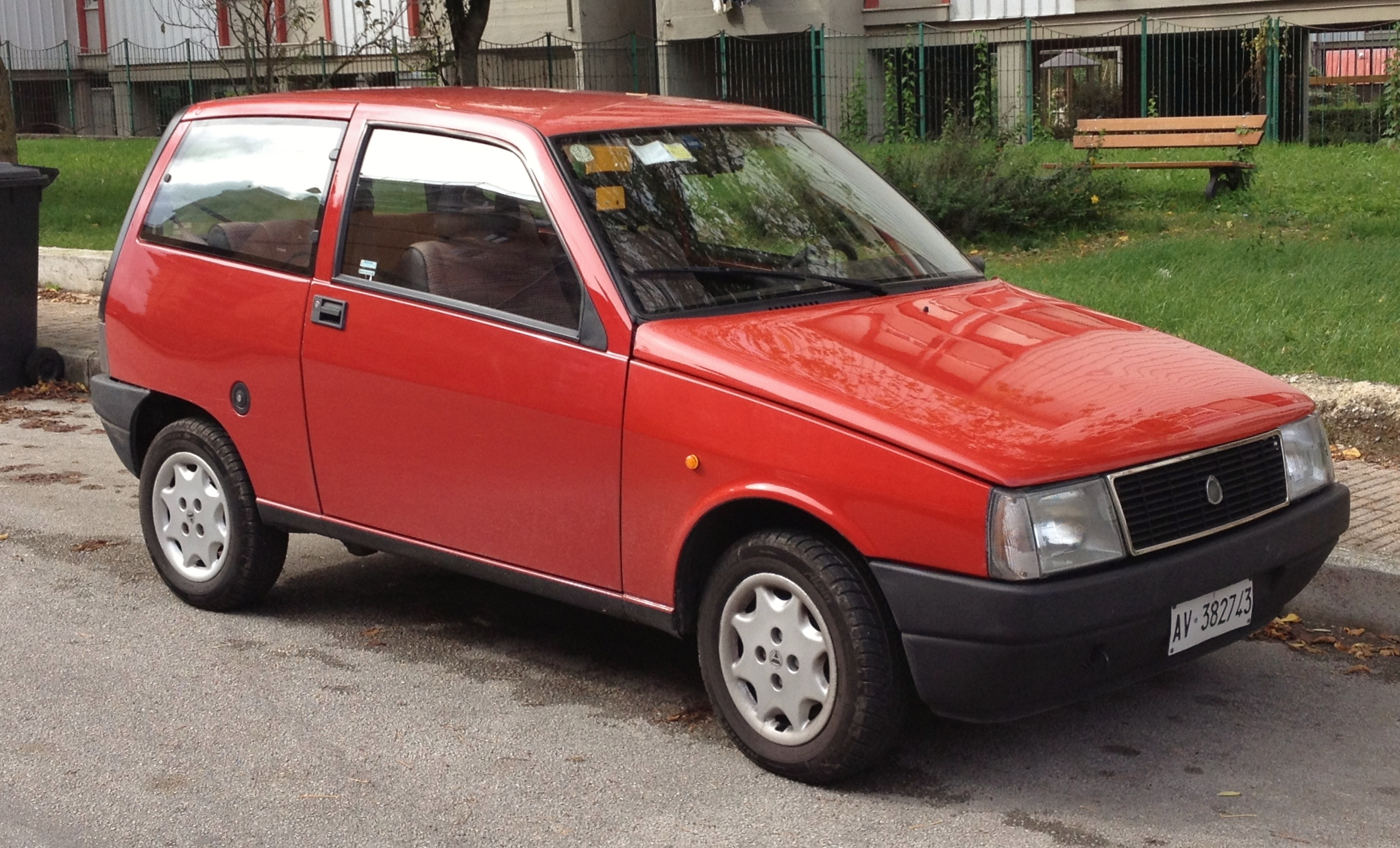
Autobianchi/Lancia Y10.

- Autobianchi A112
- Autobianchi Y10
- Autobianchi Bianchina
- Autobianchi Stellina
- Autobianchi Primula